# Pedrocortesella impedita
Pedrocortesella impedita är en kvalsterart som beskrevs av Hunt 1996. Pedrocortesella impedita ingår i släktet Pedrocortesella och familjen Licnodamaeidae. Inga underarter finns listade i Catalogue of Life.